# 'Ukaz
ʿUkaz (in arabo ﻋﻜﺎﻅ‎?, ʿUkāẓ) è stato il principale mercato del Hijāz fino all'affermarsi pieno dell'Islam nella Penisola araba. Si trovava a SE di Mecca, fra Nakhla e Ṭāʾif, nel territorio dei B. Hawāzin.
Più delle importanti fiere-mercato arabe di Majanna e Dhū l-Majāz, ʿUkāẓ poteva raccogliere ogni anno - nel mese di Dhu l-Qa'da (immediatamente a ridosso quindi del mese di Dhu l-Hijja in cui avveniva la cerimonia preislamica del hajj a Mecca) - grandi folle di persone, attratte dall'abbondanza delle merci esposte in vendita. A favorire tale afflusso va anche ricordato che ʿUkāẓ si trovava lungo la strada carovaniera, cosiddetta "del Mar Rosso", che univa Najrān a Ghaza, che facilitava lo scambio di informazioni sui fatti principali (politici, economici e culturali) che si erano prodotti nella Penisola nel corso dell'anno. In tale occasione si teneva anche una competizione tra i migliori poeti arabi che si affrontavano in tenzoni poetiche, al cospetto di poeti affermati che avevano il diritto insindacabile di attribuire la palma del vincitore a chi avessero ritenuto il migliore.
La rilevanza di ʿUkāẓ era tale che sovente ad essa affluivano, con le loro merci, emissari del potere lakhmide mesopotamico, per procacciare mercanzie per i loro signori persiani Sasanidi.